# Seeboden am Millstätter See
Seeboden am Millstätter See (slovenska: Jezernica) är en köpingskommun i förbundslandet Kärnten i Österrike. Den ligger vid sjön Millstätter See strax norr om staden Spittal an der Drau. Kommunen har 6 722 invånare (2024).
Kommunen består av 22 orter (Ortschaften) (inom parentes invånarantal 1 januari 2024):

- Am Tschiernock (0)
- Karlsdorf (154)
- Kolm (82)
- Kras (234)
- Kötzing (145)
- Liedweg (65)
- Lieserbrücke (767)
- Lieseregg (4)
- Lieserhofen (489)
- Litzldorf (11)
- Lurnbichl (305)
- Muskanitzen (36)
- Pirk (140)
- Raufen (6)
- Schloßau (85)
- Seebach (46)
- Seeboden am Millstätter See (3 263)
- St. Wolfgang (18)
- Tangern (173)
- Trasischk (36)
- Treffling (504)
- Unterhaus (159)